# Софрон (Мудрий)
Софро́н Степа́н Му́дрий (27 листопада 1923, Золочів Львівської області — 31 жовтня 2014, Івано-Франківськ) — єпископ Івано-Франківський Української греко-католицької церкви з 1997 по 2005 рік, василіянин.

## Життєпис
Степан Мудрий народився 27 листопада 1923 року в місті Золочеві. Початкову і середню освіту здобув у Золочеві, а пізніше в Ауґсбурзі (Німеччина) закінчив курс електроінженерії.
Після війни залишив Німеччину і переїхав у місцевість Давсон (Пенсільванія, США), де у 1949 році вступив до монастиря Отців василіян.
У 1951—1955 роках проходив схоластичні та філософські студії, а по їх закінченню, 14 січня 1955 року, склав довічні обіти у Василіянському Чині, взявши собі ім'я Софрон. Після того виїхав до Рима, де чотири роки студіював богослов'я у Григоріянському університеті, осягнувши у 1958 році ступінь магістра. Там, в Римі, 25 грудня 1958 року він прийняв св. Тайну Священства з рук архієпископа Івана Бучка. У Латеранському університеті студіював римське і канонічне право, а в 1963 році захистив докторську дисертацію. У 1966—1969 роках у цьому ж інституті здобув ступінь магістра канонічного права Східних Церков. Пізніше став професором Папського інституту східних наук.
З 1960 до 1974 року виконував обов'язки віце-ректора, а з 1974 до 1994 рік був ректором Української папської колегії св. Йосафата в Римі. З 1965 до 1994 рік був постійним співпрацівником Ватиканського радіо. У жовтні 1994 року виїхав в Україну (до Івано-Франківська), де був призначений ректором Івано-Франківського теологічно-катехитичного духовного Інституту та викладачем канонічного права.
6 листопада 1995 року призначений протосинкелом Івано-Франківської єпархії. 2 березня 1996 року отримав призначення на єпископа-коад'ютора Івано-Франківської єпархії, а 12 травня 1996 року відбулася єпископська хіротонія в катедральному соборі св. Воскресіння м. Івано-Франківська. Головним святителем був архієпископ Мирослав Марусин, секретар Конгрегації Східних Церков, а співсвятителями — митрополит Філадельфійський Стефан Сулик і єпископ Івано-Франківський Софрон Дмитерко, ЧСВВ.
22 грудня 1997 року відбулася інтронізація нового єпарха Софрона Мудрого, ЧСВВ, на місце емеритованого владики Софрона Дмитерка, ЧСВВ.

Єпископський герб Софрона Мудрого з девізом «Господь — сила моя»

За час правління Івано-Франківською єпархією владика Мудрий працював над її розбудовою. Розбудував Івано-Франківський теологічно-катехитичний духовний інститут (тепер Теологічна Академія) і вивів його у число найкращих духовних навчальних закладів, добився повернення будинку під консисторію, розбудував єпископську резиденцію. Всього за час свого єпископства рукоположив понад 130 священників. Преосвященний Владика написав багато праць, випустив українською мовою понад 150 релігійних аудіокасет, грамплатівок, відеофільмів.
Своїми стараннями Софрон Мудрий збудував триповерховий реколекційно-відпочинковий дім на 40 осіб з їдальнею і просторою альтанкою (Підлюте).
2 червня 2005 року Папа Римський Бенедикт XVI прийняв зречення з уряду за віком єпископа Івано-Франківського владики Софрона Мудрого. Його наступником на престолі Івано-Франківської єпархії УГКЦ став владика Володимир Війтишин.
Помер 31 жовтня 2014 року в Івано-Франківську. Похований в крипті Архикатедрального собору Воскресіння Христового.

## Державні нагороди
- Орден «За заслуги» II ст. (30 листопада 2013) — за значний особистий внесок у соціально-економічний, науково-технічний, культурно-освітній розвиток Української держави, вагомі трудові досягнення, багаторічну сумлінну працю[3]
- 16 січня 2009 року Президент України Віктор Ющенко нагородив єпископа Софрона Мудрого орденом «За заслуги» III ступеня «за вагомий особистий внесок у справу консолідації українського суспільства, розбудову демократичної, соціальної і правової держави та з нагоди Дня Соборності України»[4].

## Вшанування пам'яті
2018 року у місті Івано-Франківськ вулицю Гарбарську перейменували на вулицю Софрона Мудрого.
6 листопада 2024 року у місті Івано-Франківську встановили барельєф єпископу УГКЦ Софрону Мудрому.